# Lenguas malaítas meridionales
Las lenguas malaítas meridionales son unas lenguas de la subfamilia malaíta. Son 4 lenguas habladas en la isla Malaita de las Islas Salomón.

## Clasificación
- 'Are'are
- Sa'a
- Dori'o
- Oroha
- Marau

- Datos: Q9021404